# Holostrophus bifasciatus
Holostrophus bifasciatus är en skalbaggsart som först beskrevs av Thomas Say 1824.  Holostrophus bifasciatus ingår i släktet Holostrophus och familjen skinnsvampbaggar. Inga underarter finns listade i Catalogue of Life.